# Высокоточное оружие

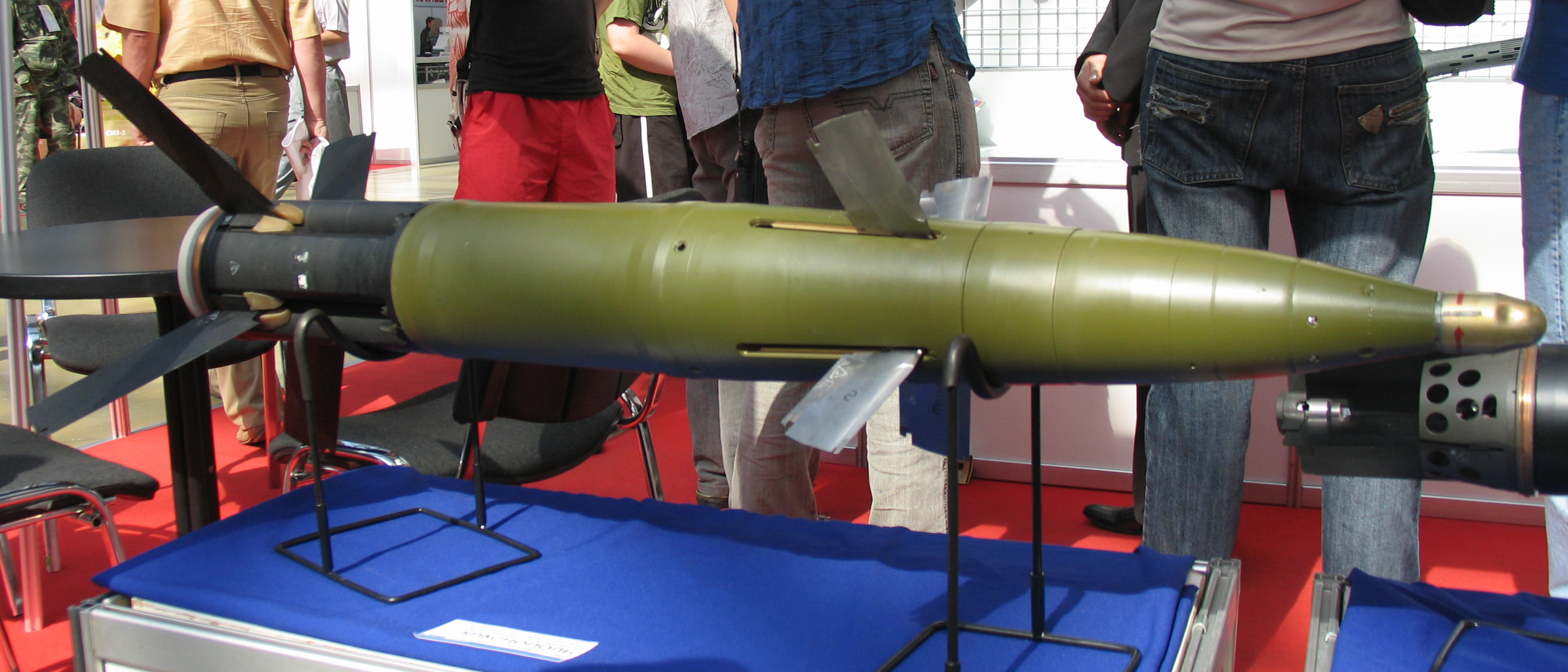
Снаряд «Краснополь» с лазерной коррекцией.

Высокоточное оружие — оружие, как правило, управляемое, способное с заданной (достаточно высокой) вероятностью поражать цель первым выстрелом (пуском) на любой дальности в пределах его досягаемости.
Высокоточное оружие позволяет наносить высокоточные удары по атакуемым объектам (вплоть до попадания в необходимое окно заданного строения или выведения из строя всего объекта путём разрушения его небольшой части). Применение управляемого оружия в конфликтах конца XX — начала XXI столетия носит массовый характер на всех уровнях военных действий. Это обусловлено существенной экономией за счёт уменьшения количества боевых припасов, достаточного для поражения целей, а также снижением риска для применяющих такое оружие войск и сил (за счёт снижения времени, требуемых для поражения конкретной цели), снижением сопутствующего ущерба для гражданской инфраструктуры и мирного населения. В современных войнах, любого масштаба и интенсивности, находят активное применение высокоточные боевые припасы (крылатые ракеты разнообразных видов и типов, наводимые с помощью в частности лазерного целеуказания артиллерийские снаряды, планирующие авиационные бомбы, зенитные ракеты и другие) различных видов, типов, классов. Появление ПЗРК и ПТУРС позволило вооружить войска и силы управляемым оружием на ротном и батальонном уровнях. В настоящее время все технологически развитые государства и коалиции государств, обладающие военной промышленностью, рассматривают совершенствование управляемого вооружения как один из ключевых компонентов качественного наращивания своей военной мощи.

## Виды, типы, классы
К высокоточному вооружению относят:
- артиллерийские комплексы управляемого вооружения:
  - Пушки, гаубицы и иные орудия;
- ракетные комплексы разнообразного назначения:
  - Наземные, авиационные и корабельные ракетные комплексы;
  - Управляемые авиационные бомбы.
- Управляемое Минно-торпедное вооружение.

Применение различных систем высокоточного наведения свободнопадающих (баллистических) авиабомб придаёт качества высокоточного оружия и свободнопадающим (баллистическим) авиабомбам, позволяя в ряде ситуаций обойтись без применения корректируемых авиабомб и за счёт этого получить дополнительную экономию ресурсов.

## Принцип работы
Высокоточное оружие стало продуктом технологического разрешения проблемы невысокой вероятности поражения цели уже существовавшим оружием. Основные причины:
- низкая точность целеуказания и, как следствие, большое отклонение боевого припаса от расчётной траектории,
- противодействие противника.

Следствие — большие материальные и временные затраты на выполнение задачи, высокий риск потерь и провала боевой операции. С развитием электронных технологий появились возможности управления боеприпасом на основании сигналов датчиков положения боеприпаса и цели.
Основные виды методов определения взаимного положения боеприпаса и цели:
- Стабилизация траектории боеприпаса посредством инерциальных датчиков ускорений. Позволяет уменьшить отклонения от расчётной траектории.
- Подсветка цели заданным излучением, позволяющим боеприпасу навестись на цель по улавливаемому эхо-сигналу. Обычно подсветка выполняется радиолокаторами (например в системах ПВО) или лазерным излучением (для наземных целей).
- Использование специфического (в том числе побочного) излучения цели. В этом случае сама цель дефакто служит источником сигнала для наведения на неё атакующего боеприпаса. Это может быть в частности радиоизлучение (например, излучение радаров для противорадиолокационных ракет), инфракрасное излучение горячих частей двигателей машин и самолётов, акустические и магнитные поля надводных и подводных кораблей.
- Поиск следа (следов) цели, — например поиск кильватерного следа корабля.
- Умение боеприпаса распознавать оптическую или радиотехническую картину цели для выбора приоритетной цели и наведения на неё.
- Управление полётом боеприпаса на основании показаний систем навигации (инерциальной, спутниковой, картографической, звёздной) и знания координат цели или пути к цели. Чаще всего применяется для поражения неподвижных объектов.
- Возможно также удалённое управление боеприпасом оператором или автоматической системой наведения, которые получают сведения о положениях цели и боеприпаса по независимым каналам (например, оптическим, радиолокационными или иными средствами).

Сложные боеприпасы могут руководствоваться несколькими методами поиска цели в зависимости от их доступности и достоверности. Помимо проблемы поиска цели перед высокоточным оружием зачастую ставятся задачи преодоления средств противодействия, направленных на уничтожение или отклонение боеприпаса от цели. Для этого боеприпасы могут подходить к цели или предельно скрытным образом или на очень высокой скорости, совершать сложные манёвры, выполнять групповые атаки, ставить активные и пассивные помехи оборонительным системам противника.
Высокоточное оружие также имеет электронный датчик определения положения (GPS) или световых, инфракрасных или радиолокационных сигналов, систему управления, управляемое хвостовое оперение и источник энергии в виде аккумуляторной батареи.

## История
Военно-технический прогресс и связанное с ним общее развитием военного дела во многих государствах позволили радикально улучшить характеристики вооружениях их военных сил. Так, уже только замена гладкоствольного стрелкового оружия на нарезное позволило одновременно и повысить точность и увеличить дальность поражения противника. Изобретение прицелов для стрелкового оружия позволило ещё больше повысить точность поражения целей. Такой же эффект оказало и оснащение артиллерийских орудий прицелами для ведения огня прямой наводкой, а также постановка на вооружение различных баллистических вычислителей — от первых механических до электронных в наше время.

### Первые шаги
Идея о создании управляемого оружия, способного эффективно поражать противника с высокой точностью, появилась в XIX веке. Первые эксперименты проводились с торпедами.
В 1870-х годах американский инженер Джон Луис Лэй разработал управляемую передаваемыми по проводам электрическими импульсами торпеду, которая, по ряду данных, применялась (правда безуспешно) перуанским флотом во Второй Тихоокеанской Войне.

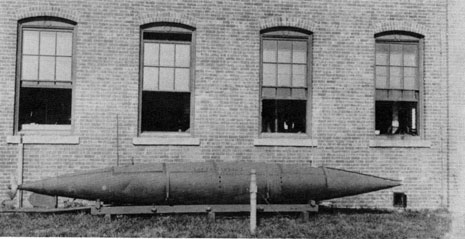
Торпеда Лэя на полигоне

В 1880-х годах на вооружение береговой обороны Великобритании была принята Торпеда Бреннана, управляемая механически при помощи тросов. Позднее, аналогичное решение — так называемая торпеда Симса-Эдисона — испытывалось американским флотом. Ряд попыток создать радиоуправляемую торпеду был предпринят в 1900—1910-х годах. Ввиду чрезвычайной ограниченности возможностей технологий телеуправления того времени, эти опыты, хотя и привлекли большое внимание, не получили практического развития.
Первые образцы управляемых систем вооружения разрабатывались и испытывались в период Первой мировой войны. Так, Кайзермарине испытывали — в том числе в боях — радиоуправляемыми катерами снаряжёнными взрывчаткой (взрывающимися катерами).
В 1916—1917 годах был предпринято несколько попыток боевого применения управляемых с самолёта взрывающихся катеров типа FL фирмы «Firma Fr. Lürssen» против береговых сооружений и кораблей, но результаты, за редкими исключениями (повреждение 28 октября 1917 года монитора «Эребус» взрывающимся катером FL-12) были неудовлетворительными.
Инженерами стран Антанты также предпринимались шаги по созданию управляемого оружия. В частности Арчибальд Лоу разрабатывал радиоуправляемый снаряд для поражения германских дирижаблей, а в США были созданы несколько видов самолётов-снарядов — но и эти проекты потерпели неудачей. Вновь проявило себя несовершенство технологий того времени. Лишь во Франции проводились успешные опыты с радиоуправлением самолётом — французы едва не создали первый БПЛА, — но из-за нехватки средств и этот проект был свернут вскоре после окончания Первой мировой войны.
В межвоенный период большинство технологически развитых стран пытались разработать радиоуправляемые системы вооружений:
- радиоуправляемые самолёты-снаряды,
- телемеханические танки (в СССР известны также как телетанки) и иное.

Наиболее широким фронтом такие работы велись в СССР. Созданное в 1921 году Остехбюро занималось разработками различных видов управляемого вооружения. В ходе деятельности Остехбюро были созданы:
- ряд видов радиоуправлямых «телетанков» (для доставки мощных взрывчатых зарядов к позициям противника, распыления отравляющих веществ, постановки дымовых завес на передовой),
- радиоуправляемых торпедных катеров.

Также велись работы над использованием бомбардировщиков ТБ-3 в качестве радиоуправляемых летающих свертяжелых авиабомб. (То есть практически СССР вёл работу по созданию тяжёлого барражирующего боеприпаса…)
В Великобритании в 1920-х годах велись работы над созданием летающей бомбы RAE Larynx (англ. Long Range Gun with Lynx engine), предназначавшейся для применения по береговым целям. Ряд экспериментов были проведены с 1927 по 1929 годы на дистанции 100—180 км, но лишь часть из них была успешна. Тем не менее программа RAE Larynx дала британцам значительный опыт создания беспилотных самолётов, и в итоге привела к созданию первого эффективного БПЛА — летающей мишени DH.82 Queen Bee.
Практически все работы 1930-х годах не привели к каким-либо результатам из-за отсутствия в то время эффективных способов отслеживать движение управляемого вооружения на дистанции и несовершенства систем управления. Однако, полученный ценный опыт был эффективно использован при создании управляемых мишеней для тренировки артиллеристов, зенитчиков, и летчиков-истребителей.

### Вторая Мировая
Интенсивная работа над системами управляемого вооружения впервые была вновь развёрнута в период Второй мировой войны, когда уровень технологий — развитие систем управления, появление радиолокационных станций, наконец-то позволил создавать достаточно эффективные системы вооружения. Наиболее далеко продвинулись в этой области Германия и США. Меньший размах в силу ряда причин имели программы управляемого вооружения СССР, Великобритания, Италия и Японии.

#### Германия

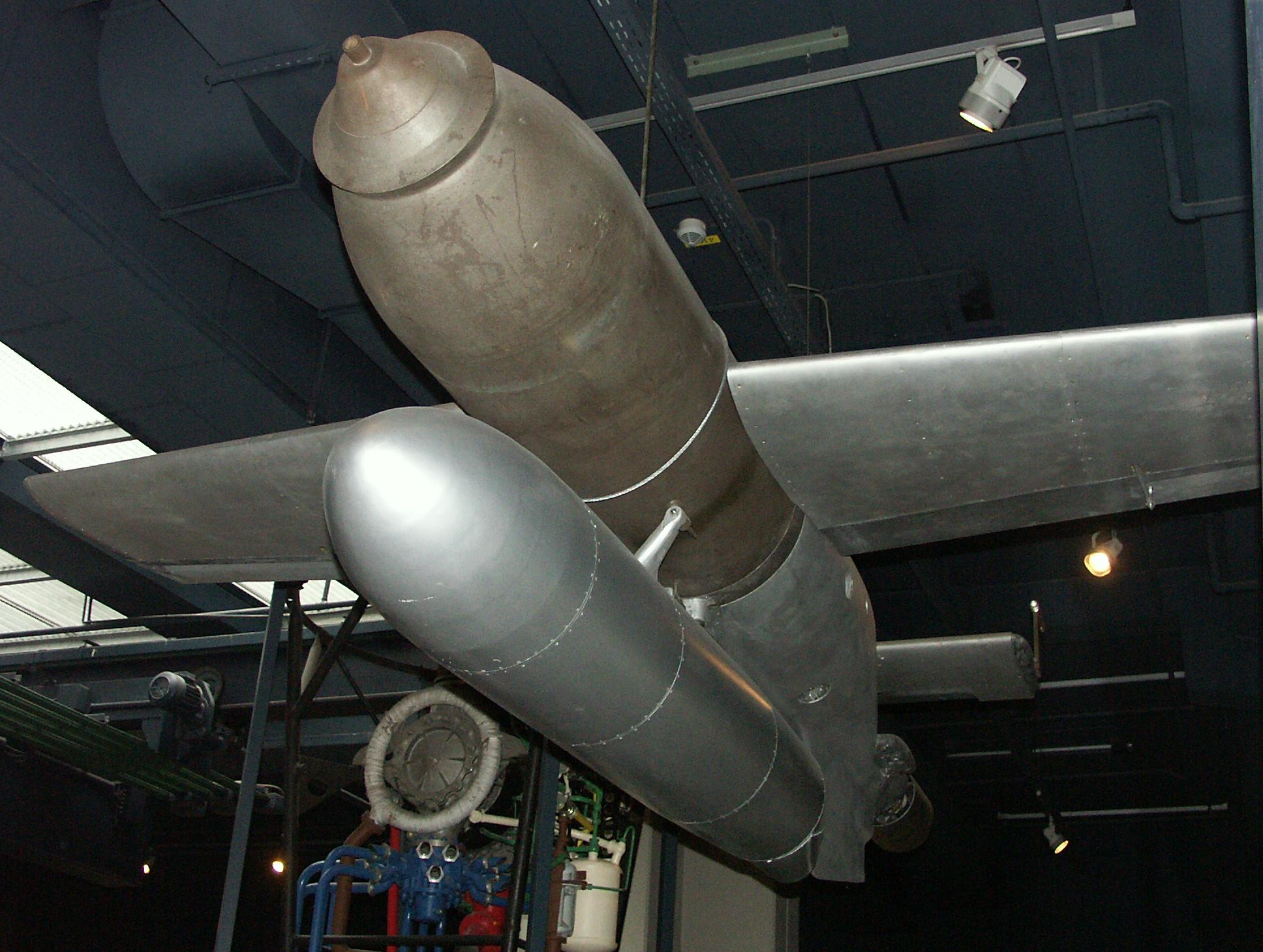
Немецкая радиоуправляемая авиабомба Henschel Hs 293.

Особенно масштабно работы над управляемыми системами вооружения в период 1939—1945 годов были развёрнуты в Третьем Рейхе. Ввиду дефицита ресурсов в условиях противостояния намного превосходящему противнику — Антигитлеровской коалиции — руководство Третьего Рейха (в том числе военное) лихорадочно искало способ совершить качественный скачок в военном деле, позволяющий компенсировать проигрыш в экономической мощи. Во время войны Германией были созданы ряд видов «чудо-оружия» (Вундерваффе) — управляемых торпед, авиабомб, ракет и иных систем вооружения, ряд из которых были применены на поле боя. Весьма успешно немцы с августа 1943 года применяли управляемые бомбы Henschel Hs 293/294/295/296/297/298, однако союзники вскоре сумели разработать эффективные контрмеры, глуша радиоканал управления бомбами и атакуя истребителями их носители, неспособные к манёвру во время бомбовой атаки. Наиболее известны успехи германских ракетостроителей в создании ракеты Фау-2, которая являет собой образчик неуправляемой баллистической ракеты. Первой управляемой ракетой могла стать разрабатывавшаяся Германией в тот же период времени зенитная ракета.
Тем не менее, из-за сильного дефицита ресурсов и избыточное заидеологизированности программы разработок (в том числе задержка в разработке зенитных ракет из-за приоритета в пользу ударных баллистических), Германия не смогла эффективно развернуть и применить большинство разрабатываемых систем высокоточного вооружения

#### США
США создали в годы Второй Мировой широкий спектр различных видов управляемого вооружения — самонаводящихся авиабомб, крылатых ракет, зенитных ракет и ракет «воздух-воздух» — но лишь часть из них была применена в боевых действиях во время Второй мировой войны или сразу после неё. ВМФ США получил и довольно успешно применил в 1945 году наиболее совершенное управляемое оружие Второй Мировой — самонаводящаяся планирующая бомба ASM-N-2 Bat для поражения кораблей. То есть у США имелся симметричный ответ на германский аналог.
См. также Американская программа управляемого вооружения Второй Мировой

#### Япония
- Управляемая противокорабельная ракета Kawasaki Ki-147 I-Go
- Управляемая авиабомба Ke-Go с тепловым самонаведением
- Зенитная ракета Фунрю
- Самолёт-снаряд камикадзе Yokosuka MXY7 Ohka
- Летающая мишень MXY3/MXY4 (экспериментальный образец)

#### Великобритания
- Зенитная ракета Brakemine
- Морская зенитная ракета Stooge
- Ракета воздух-воздух Artemis
- Ракета воздух-воздух Red Hawk
- Семейство ракет «Спаниэль»
- Семейство ракет «Ben»

#### Франция
- Планирующая управляемая авиабомба Авиабомба BHT 38 (работы прерваны в 1940 году)
- Планирующая неуправляемая авиабомба SNCAM (работы прерваны в 1940 году)
- Экспериментальная жидкотопливная ракета Ракета EA 1941 (работы прерваны в 1940 году, возобновлены в 1944, опытный пуск в 1945)

#### Италия
- Беспилотный самолёт-снаряд Aeronautica Lombarda A.R.

### Послевоенный период

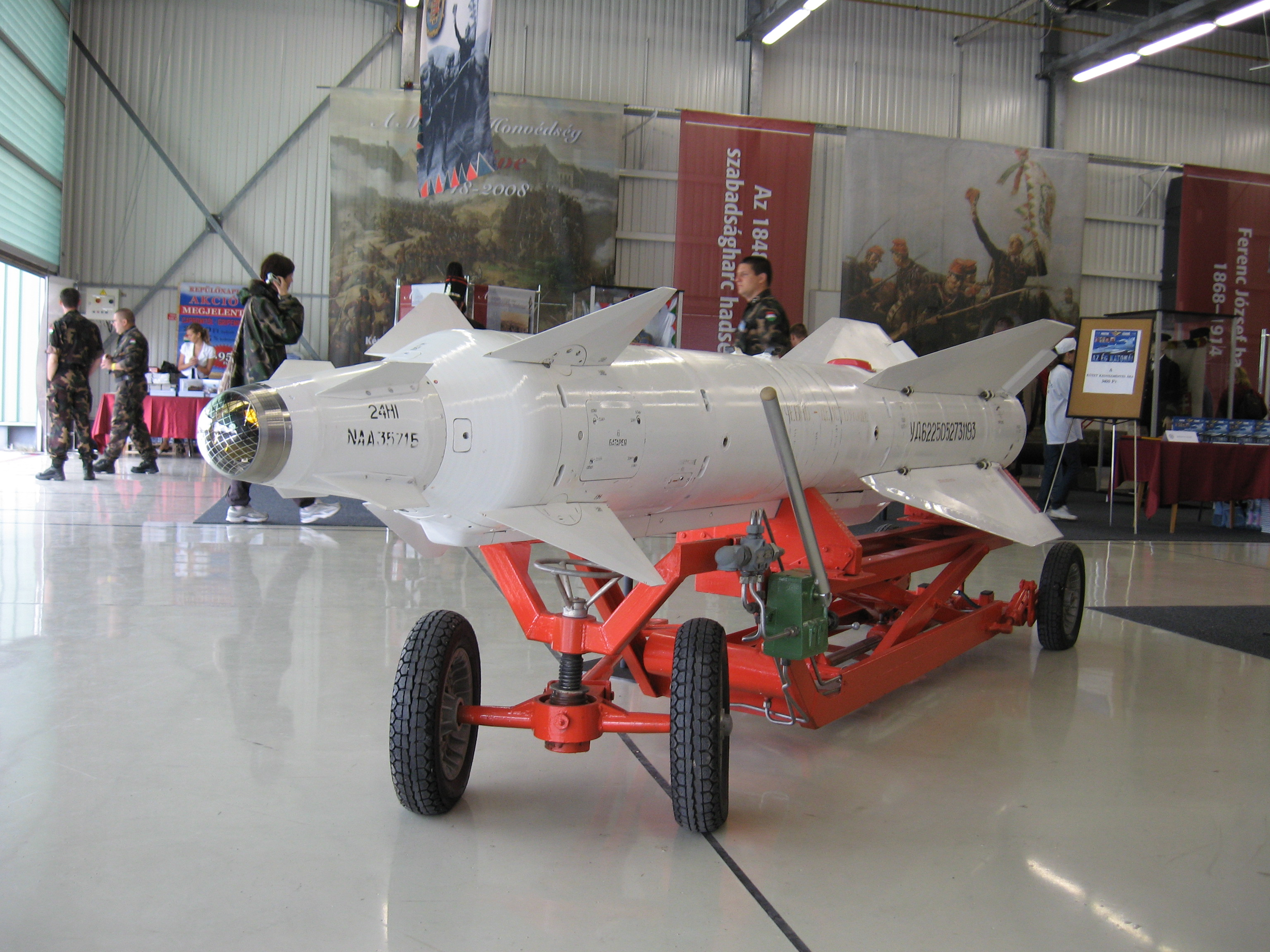
Советская высокоточная ракета Х-29Л.

Появление в конце Второй Мировой ядерного оружия и его небольшая лёгкость его применения в качестве оружия массового поражения на какое-то время снизили интерес к управляемому вооружению (за исключением носителей ядерного оружия и средств защиты от них). В 1940—1950-х годах военные теоретики полагали, что атомные бомбы являются «абсолютным» оружием будущих войн. Сравнительно быстро в этот период развивались лишь зенитные ракетные комплексы и некоторые вариации крылатых и баллистических ракет, предназначенных для применения в качестве элемента ядерного оружия.
Корейская война, продемонстрировав возможность неядерной высокоинтенсивной локальной войны, способствовала новому росту внимания к проблемам управляемого вооружения. В 1950—1960-х годах активно разрабатывались различные новые на то время образцы управляемого оружия. В частности:
- зенитные и крылатые ракеты,
- управляемые авиабомбы,
- ракета «воздух-земля» и в частности противотанковые,
- наземные (в том числе пехотные) противотанковые комплексы и иные системи.

И все же развитие управляемого оружия тогда было по-прежнему подчинено интересам преимущественно ядерной стратегии, ориентированной на глобальную войну.
Первой войной, в ходе которой по-настоящему широко применялись управляемые вооружения, стала Вьетнамская война. В этой войне, впервые системы управляемого вооружения широко применялись обеими сторонами:
- зенитные ракетные комплексы,
- ракеты «воздух-воздух» и управляемые авиабомбы.

Так американская авиация широко применяла управляемые авиабомбы и противорадиолокационные ракеты AGM-45 Shrike для поражения РЛС комплексов ПВО, наземных стратегических объектов (в частности мостов). Зенитные ракеты использовались американскими кораблями для отражения нападений вьетнамских истребителей. В свою очередь, Вьетнамская армия широко применяла поставляемые из СССР зенитные ракетные комплексы, нанося американским ВВС немалые потери, вынуждая их изыскивать способы противодействия.

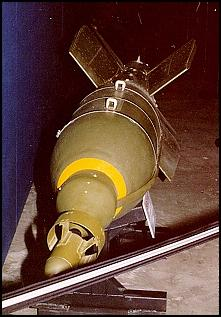
BOLT-117 одна из первых бомб с лазерным наведением

Вьетнамская Война и ряд арабо-израильских конфликтов (в частности, первое успешное применение противокорабельных ракет в боевой обстановке) показала, что управляемое вооружение стало неотъемлемой частью войны и армия, не имеющая на вооружении системы высокоточного вооружения будет бессильна против высокотехнологичного противника. Особое внимание к развитию управляемых вооружений проявили США, часто участвующие в локальных конфликтах малой интенсивности, и СССР.

## Современность

### Война в Персидском заливе и операция сил НАТО против Югославии
Война в Персидском заливе (в США в просторечии «Война в Заливе») наглядно продемонстрировала ту огромную роль, которую управляемое оружие играет в высокотехнологичной войне. Технологическое превосходство союзников по антииракской коалиции позволило им вести военные действия против Ирака, понеся при этом чрезвычайно низкие потери (в сравнении с потерями Иракской армии). Эффективность применения авиации в ходе операции «Буря в пустыне» была весьма высока, хотя ряд экспертов считают её заявленные результаты завышенными.
Массированное применение высокоточного оружия было продемонстрировано также в ходе военной агрессии НАТО против Югославии — так называемой «Операции сил НАТО против Югославии». Массовое применение крылатых ракет и высокоточного оружия позволило войскам НАТО выполнить поставленные задачи — добиться капитуляции правительства Слободана Милошевича без проведения наземной военной операции в Югославии. Но не обошлось и без «ложки дёгтя» — югославская ПВО оказалась более живуча и эффективна чем иракская. В частности югославский ЗРК С-125 сбил единственный потерянный в югославском небе F-117A.
В обеих военных кампаниях было продемонстрировано, что широкое применение управляемого оружия, помимо существенного повышения эффективности ударов, также способствует снижению уровня случайных потерь среди мирного населения. Ни в ходе «Бури в пустыне», ни в ходе военной агрессии против Югославии не использовались ковровые бомбардировки неуправляемыми бомбами, ведущие к значительным разрушениям гражданской инфраструктуры, поскольку управляемое оружие позволило сравнительно точно поражать военные объекты, сводя к минимуму гибель мирного населения.

#### Особенности боевого применения
При высоте нижней границы облаков менее 400 м при стрельбе на все дальности и 400…700 м на дальностях стрельбы свыше 12 км применение управляемых снарядов нецелесообразно, так как существенно снижается возможность системы управления по выбору промаха. Система коррекции может компенсировать незначительный промах, больший эффект давало точное целеуказание. Наиболее точный способ определения установок для стрельбы на поражение корректируемыми боеприпасами — пристрелка цели. Пристрелка проводится обыкновенными боеприпасами с использованием БПЛА для наблюдения, с переходом к стрельбе на поражение корректируемыми боеприпасами.

### Иракская война 2003 года
Театр военных действий в ходе военной кампании против Ирака в 2003 году фактически стал полигоном для полномасштабных боевых испытаний высокоточного оружия (ВТО). Испытывались также комплексы управления формированиями и системы управления платформ носителей крылатых ракет воздушного и морского базирования (КРВБ/КРМБ). В частности таких как:
- истребители-бомбардировщики,
- ударные вертолёты,
- надводные ракетные корабли и многоцелевые атомные подводные лодки.

В докладе штаба ВВС, известном под наименованием Operation Iraki Freedom — By the Numbers, было заявлено, что был испытан весь арсенал ВТО ВС США. Из них впервые были применены:
- CBU-105 WCMD SFW (контейнерные, корректируемые по ветровому отклонению, с сенсорным взрывателем);
- CBU-107 WCMD (контейнерные, корректируемые по ветровому отклонению);
- AGM-86D CALCM (КРВБ с проникающей БГЧ по заглубленным целям);
- Storm Shadow (Великобритания) (КРВБ с «проникающей» БГЧ);
- JDAM (Joint Direct Attack Munition) (высокоточные авиационные бомбы). Боеприпасы JDAM применялись палубными самолётами F-14D; бомбы Мark 82 — бомбардировщиками B-2.

Прочие управляемые боеприпасы:
- AGM-84 SLAM-ER (Stand-off Land Attack Missile, Expanded Responce) — универсальные КР морского и воздушного базирования. Является вариантом корабельной ПКР «Гарпун» 1977 года. Производится в варианте AGM-84E/H. Инфракрасный сенсор боевой головной части (БГЧ) расширил возможности исходной модели. Вариант Е включал INS/GPS на среднем участке полёта и телекамера на конечном участке. Вариант Н обладал системой наведения IIR/INS/GPS (IIR — инфракрасный сенсор в БГЧ). Может поражать подвижные цели вроде БРСД. Снаряжается боеголовкой в титановой оболочке WDU-40/B весом 227 кг, которая снаряжается взрывчатым веществом (ВВ) PBХС-129, взрывателем Raymond FMU-155/B c программируемой задержкой времени подрыва боезаряда.
- BGM-109 Tomahawk TLAM (Tactical Land Attack Missile) — универсальная КРВБ/КРМБ. На вооружении с 1986. Имеет четыре варианта A/B/C/D. А — ядерный вариант, на практике не используется. В — противокорабельная (ПКР) морского базирования. С — КР против наземных целей с унитарной БГЧ. D — против наземных целей с кассетной БГЧ. В кассете 166 суббоезарядов.
- AGM-130 — универсальная КРВБ с системами самонаведения.
- AGM-86C/D CALCM (Conventional Air-Launched Cruise Missile) — КРВБ. Создана путём конверсии ядерных КР. Снаряжается фугасно-осколочной БГЧ весом 900 кг (блок 0) и 1350 кг (блок I). В последнем варианте имеет наведение по GPS с дальностью 1100 км. Имеется также вариант Блок II с усовершенствованной унитарной «проникающей» БГЧ AUP-3 (AUP — Advanced Unitary Penetrator Kinetic Energy Warhead) созданной для поражения бункеров и заглубленных объектов; вес БГЧ в титановой оболочке — 550 кг.
- AGM-114 Hellfire — ракета класса «воздух-поверхность», с полуактивным лазерным или активным радиолокационным наведением (воплощающим принцип «выстрелил и забыл»). Ракетой оснащались вертолёты типа AH-64, OH-58, AH-1.
- BGM-71 TOW — противотанковая управляемая ракета с управлением по проводам. Устанавливается на наземную технику типа HMMWV, M1134, Bradley, вертолёты типа Lynx и AH-1.
- M712 Copperhead — 155-мм противотанковый управляемый реактивный снаряд с лазерным наведением для ствольной артиллерии типа M109, M198.
- MGM-140 ATACMS — оперативно-тактическая ракета с инерциальным наведением. Было выпущено 450 ракет.[5]
- 155-мм снаряды M898 c самоприцеливающимися суббоеприпасами SADARM.[6]

### Российско-украинская война
По мнению британского военного эксперта Ричарда Бэрронса, исход борьбы может решить применение высокоточного оружия: победит сторона, которая одержит верх в развитии недорогих технологий высокоточного оружия.